# Копурия, Ини
Ини Копурия (умер в июне 1945 года) был офицером полиции из Маравово (Гуадалканал, Соломоновы Острова), который в 1925 году основал «Меланезийское братство». Он с епископом Меланезии, Преосвященным Джоном Мануарингом Стюардом, осуществили свою мечту, сформировав группу (звучащую на языке мота как «Ира Рета Тасиу») для распространения Евангелия от Иисуса в нехристианских районах Меланезии.
Англиканская церковь Меланезии, Англиканская церковь и Епископальная церковь отмечают Копурию в своих календарях святых.